# Aarhus Universitetshospital, Risskov
Aarhus Universitetshospital i Risskov var et psykiatrisk hospital. Hospitalet oprettedes i 1852 under navnet Jydske Asyl – anstaltens første overlæge var psykiater Harald Selmer. I slutningen af 2018 flyttede det psykiatriske hospital til Det Nye Universitetshospital i Skejby.
På hospitalet i Risskov lå Museum Ovartaci med kunst af psykiatribrugere med Ovartaci i centrum samt en psykiatrihistorisk samling. 
56°11′9.72″N 10°13′51.47″Ø / 56.1860333°N 10.2309639°Ø